# Takuya Shigehiro
Takuya Shigehiro (født 5. maj 1995) er en japansk fodboldspiller, som spiller for den japanske fodboldklub Kyoto Sanga FC.